# Student Demonstration Time
«Student Demonstration Time» (en español: "tiempos de manifestación estudiantil") es una canción escrita por Mike Love y grabada por The Beach Boys basándose en "Riot In Cell Block Nine" de Jerry Leiber y Mike Stoller. La canción habla de episodios de disturbios contra grupos de paz y activistas de los derechos civiles de los Estados Unidos a finales de la década de 1960. Fue incluida en Surf's Up de 1971.

## Composición
"Student Demonstration Time" se basa en "Riot En Cell Block Nine", escrita originalmente por Jerry Leiber y Mike Stoller, la canción original se había pensado incluir en Beach Boys' Party! en 1965, pero no fue incluida. La canción fue posteriormente interpretada en directo por The Beach Boys en 1969. A mediados de 1970, Mike Love reescribió la letra después de enterarse del tiroteo en la Universidad de Kent, cuando estudiantes universitarios que protestaban desarmados en contra de la invasión de Camboya, fueron asesinados por la guardia de Ohio National el lunes 4 de mayo de 1970. Stephen Desper, ingeniero de sonido de The Beach Boys en este período, explicó la génesis y el contexto de la canción:

Si usted vivió los años 60, los disturbios civiles, la agitación, las manifestaciones contra la guerra, la multitud de estudiantes rebeldes en las calles, con cientos de jóvenes soldados que morían cada día -todos los días, y la cobertura televisiva a fondo de personas que habían sido disparadas a quemarropa, con todo eso entrando en nuestras salas de estar cada noche, es posible que tenga mayor conocimiento "del porqué" de la canción.

Michael estaba viendo todo esto cuando sucedía en Santa Barbara, donde vivía. Estaba en su patio delantero. Estaba en todas nuestras vidas. Fue un tiempo de enfermedad. El país estaba enfermo. Gran parte de ello era innecesario. Michael se puso a escribir una canción sobre la protesta anti-guerra. Su enfoque era el de ofrecer orientación al oyente en cuanto a qué hacer si alguien se encontraba atrapado en un disturbio- para que no te maten. Recuerdo, que [la ciudad] Kent aún estaba en las noticias cuando se escribió la letra.
Stephen Desper.

Brian Wilson ha declarado: "no me gustó 'Student Demonstration Time', no me gustó el contenido lírico. Yo pensaba que no era lo suficientemente 'Beach Boys'".
Los evento que se citan en la canción son:
- Otoño de 1964 - Movimiento Libertad de Expresión, Berkeley
- Mayo de 1969 - People's Park, Berkeley
- Junio de 1970 - disturbios en Isla Vista, California
- 14 a 15 de mayo de 1970 - Asesinatos en Jackson State
- 4 de mayo de 1970 - Masacre de la Universidad Estatal de Kent

Fue grabada en abril de 1971, en el estudio casero de Brian Wilson, en Bel Air, California.

## Publicaciones
"Student Demonstration Time" fue puesta como la quinta canción de Surf's Up de 1971 y en el álbum triple Platinum Collection: Sounds of Summer Edition de 2005.
"Student Demonstration Time" fue editada como sencillo únicamente en Australia en 1972, alcanzando el puesto n.º 62.